# 普救寺
普救寺是指中国山西省永济市蒲州古城遗址附近的一座寺庙建筑。它因《西厢记》而名声鹊起。 关于普救寺的最早文字记载是在隋代，但其具体建造年代已不可考，现在的普救寺主体建筑是1986年以后修复的。莺莺塔是整个普救寺的标志，其实它原来是舍利塔，因为《西厢记》而改名，莺莺即《西厢记》中女主人公。距离其较近的名胜古迹还有唐代黄河铁牛和鹳雀楼。
34°51′03″N 110°20′25″E / 34.850837°N 110.340159°E